# Терешиха (Черниговская область)
Тереши́ха (укр. Терешиха) – село, расположенное на территории Бахмачского района Черниговской области (Украина).
Население составляет 393 жителя (2006 год). Плотность населения — 3 508,93 чел/кв.км.
Впервые упоминается в 1740 году.
Село Терешиха находится примерно в 17 км к северо-востоку от центра города Бахмач. Средняя высота населённого пункта — 145 м над уровнем моря. Село находится в зоне умеренно континентального климата.
Национальный состав представлен преимущественно украинцами, конфессиональный состав — христианами.